# AFB160
 (août 2014).
La norme AFB160, ou CFONB160, est une norme française, définie par le Comité français d'organisation et de normalisation bancaires et répondant aux besoins de Association française des banques (AFB), en matière de virement domestique.
L'arrivée du SEPA, devrait, à terme, concurrencer cette norme nationale.
De nombreux programmes bancaires ou progiciels d'entreprise (progiciels de gestion intégrés, Frp…) s'appuient sur cette norme, pour leurs paiements domestiques, transmis électroniquement.